# Fiat Powertrain Technologies
 (janvier 2015).
Si vous disposez d'ouvrages ou d'articles de référence ou si vous connaissez des sites web de qualité traitant du thème abordé ici, merci de compléter l'article en donnant les références utiles à sa vérifiabilité et en les liant à la section « Notes et références ».
Fiat Powertrain Technologies S.p.A. est une société du groupe Fiat S.p.A. créée en mars 2005 dans le but de regrouper en une seule entité l'ensemble des centres de recherche et développement motorisation du groupe Fiat ainsi que les fabrications de moteurs avancés et des nouvelles technologies.

## Histoire
Fiat Powertrain Technologies regroupe à sa création :
- Fiat Powertrain,
- Iveco Powertrain,
- Fiat AIFO - Applications Industrielles Fiat-OM
- CRF - Centro Ricerche Fiat
- Elasis
- 2H Energy, société française spécialisée dans les groupes électrogènes.
- European Engine Alliance, société créée avec Cummins (33,33%) en 1996 et rachetée et intégrée dans FPT en 2008[1].

En juin 2007, Fiat Powertrain Technologies signe un accord avec Daimler Trucks (Mercedes-Benz V.I.) pour lui fournir 80 000 exemplaires par an du moteur Multijet Fiat de 3,0 l et 177 ch pour équiper des Mitsubishi Fuso Canter, afin de respecter les normes Euro 4 et 5. Ce moteur est disponible dans les Iveco Daily et les versions hautes du Fiat Ducato.
En juin 2009, c'est avec Perkins que Fiat Powertrain Technologies signe un accord de coopération technique pour fournir au constructeur britannique, filiale de l'américain Caterpillar, un moteur diesel de nouvelle génération, de 3,4 litres de cylindrée, conforme Euro5, dès 2011.
Au 1er janvier 2011, à la suite de la scission de Fiat Group en deux entités : Fiat Automobiles et Fiat Industrial, Fiat Powertrain Technologies, qui assurait toutes les activités mécaniques (moteurs, boîtes de vitesses et ponts) pour les secteurs automobiles et produits industriels de tout le groupe Fiat sont maintenant séparées. Le groupe a scindé la société Fiat Powertrain Technologies en deux entités distinctes qui gardent chacune leur spécialité :
- FPT - Fiat Powertrain Auto : le secteur automobile des marques Fiat, Abarth, Alfa Romeo, Lancia, Chrysler, Dodge, Jeep et des véhicules utilitaires légers de Fiat Professional et RAM, est intégré dans Fiat Group Automobiles,

- FPT Industrial S.p.A. : le secteur industrie passe sous la bannière Fiat Industrial, comprenant notamment les véhicules industriels Astra, Iveco, Iveco Defence Vehicles, Iveco Bus et Iveco Magirus Fire, les moteurs marins et autres applications industrielles (tracteurs agricoles et engins de Travaux Publics) New Holland, Case et Steyr. En 2013, Fiat Industrial devient CNH Industrial.

Le 14 janvier 2011, Fiat Powertrain Auto rachète la participation majoritaire dans le constructeur italien de moteurs diesel VM Motori, détenue par Penske Corporation.
En 2022, FPT a annoncé l'acquisition d'une participation minoritaire dans le constructeur indien de véhicules utilitaires à carburant alternatif Blue Energy Motors. Blue Energy Motors a lancé le premier véhicule utilitaire GNL de l'Inde, équipé d'un groupe motopropulseur FPT. Le même moteur FPT N67 a également été utilisé dans le tracteur concept New Holland T7.

## Activité
Fiat Powertrain Technologies a réalisé en 2007 un chiffre d'affaires de 7,1 milliards d'Euros et a consacré plus de 11 % de son chiffre d'affaires en R&D et dans le développement des outils de production. 
Fiat Powertrain Technologies est implanté dans 8 pays et dispose de 16 usines de production et 10 centres de R&D.  Avec 19 876 salariés, dont 650 ingénieurs de recherche avancée et 2.500 techniciens chargés de l'innovation de production, Fiat Powertrain Technologies est des premiers acteurs mondiaux dans ce domaine. Ce potentiel représente : 
- 3,1 millions de moteurs produits par an, dans une gamme allant de 52 à 1 800 chevaux de puissance,
- 2,5 millions de boîtes de vitesses et essieux.

Son activité n'est pas uniquement liée au groupe Fiat, qui en est son unique actionnaire, mais également comme prestataire de services pour les autres constructeurs à hauteur de plus de 20 % de son activité.
En France, Fiat Powertrain Technologies dispose de 3 usines : 
- Fécamp à travers la société 2H Energy, où sont fabriqués des groupes électrogènes,
- Garchizy dans la Nièvre, pour les activités de rénovation moteurs,
- Bourbon-Lancy, où Fiat Powertrain Technologies dispose d'une unité de production ultra-moderne pour la fabrication de ses moteurs CURSOR.

Outre les activités dans les moteurs automobiles et des poids lourds classiques comme les fameux moteurs Common Rail (rampe commune) JTD 1,9 et 1,3 litre qui sont de véritables références en la matière, les moteurs des séries CURSOR et TECTOR pour les utilisations industrielles, il faut citer les moteurs marins et les unités AIFO pour les installations fixes.

## La gamme Automotive
- gamme F1
  - S23 - 4 cylindres de 2,3 litres - puissances de 97 à 136 ch DIN
  - S30 - 4 cylindres de 3,0 litres - puissances de 146 à 177 ch DIN
- gamme NEF-Tector
  - N40 - 4 cylindres de 3,9 litres - puissances de 140 à 182 ch DIN
  - N60 - 6 cylindres de 5,9 litres - puissances de 218 à 300 ch DIN
- gamme CURSOR
  - C8 - 6 cylindres de 7,8 litres - puissances de 245 à 381 ch DIN
  - C10 - 6 cylindres de 10,3 litres - puissances de 381 à 450 ch DIN
  - C13 - 6 cylindres de 12,88 litres - puissances de 410 à 560 ch DIN

## La gamme industrielleFPT Industrial
L'offre de motorisations à usage industriel se compose des modèles :
- F32 - 4 cylindres de 3,2 litres - puissances de 75 à 88 ch DIN (agriculture)
- NEF 40 - 4 cylindres de 3,9 litres - puissances de 145 à 250 ch DIN
- NEF 45 - 4 cylindres de 4,5 litres - puissances de 81 à 223 ch DIN
- NEF 60 - 6 cylindres de 5,9 litres - puissances de 230 à 481 ch DIN
- NEF 67 - 6 cylindres de 6,7 litres - puissances de 110 à 560 ch DIN
- CURSOR 78 - 6 cylindres de 7,8 litres - puissances de 310 à 365 ch DIN - Injection Common Rail
- CURSOR 8 - 6 cylindres de 7,8 litres - puissances de 300 à 360 ch DIN
- CURSOR 9 - 6 cylindres de 8,7 litres - puissances de 272 à 650 ch DIN - injection Common Rail
- CURSOR 10 - 6 cylindres de 10,3 litres - puissances de 420 à 450 ch DIN
- CURSOR 11 - 6 cylindres de 11,1 litres - puissances de 420 à 480 ch DIN - Injection Common Rail
- CURSOR 13 - 6 cylindres de 12,9 litres - puissances de 442 à 825 ch DIN
- CURSOR 13-2 - 6 cylindres de 12,9 litres - puissances de 410 à 825 ch DIN - Injection Common rail
- CURSOR 16 - 6 cylindres de 15,9 litres - puissances de 775 à 855 ch DIN - Injection Common Rail
- VECTOR 15 - 6 cylindres en V de 15,060 litres - puissance de (540 kW à 2100 tr/min) 735 ch DIN et un couple de 2800 Nm à 1200 tr/min
- VECTOR 20 - 8 cylindres en V de 20,080 litres - puissance de (720 kW à 2100 tr/min) 980 ch DIN et un couple de 3700 Nm à 1200 tr/min
- VECTOR 30 - 12 cylindres en V de 30,120 litres - puissance  de (1080 kW à 2100 tr/min)  1470 ch DIN et un couple de 5600 Nm à 1200 tr/min
- VECTOR 40 - 16 cylindres en V de 40,160 litres - puissance de (1440 kW à 2100 tr/mon) 1960 ch DIN et un couple de 7400 Nm à 1200 tr/min.

## Innovations
Les principales innovations de FPT-Fiat Powertrain Technologies sont :
- le système Common Rail pour moteur diesel de petite cylindrée, mis au point avec Magneti-Marelli,
- le moteur diesel SDE (Small Diesel Engine) 1.3 Multijet dans ses versions 65, 70, 90 et 105 ch, qui a obtenu le Prix "Engine of the Year 2005" , qui équipe notamment les Fiat 500, Panda, Punto, Grande Punto, Opel Corsa et Astra, Suzuki Ignis, etc.
- les moteurs essence 1.4 Tjet en Europe, d'une puissance de 120 et 150 ch,
- le système Flex en Amérique du Sud, qui permet de faire fonctionner indifféremment un moteur avec un mélange essence-éthanol dans n'importe quel rapport.
- la boîte de vitesses robotisée Dualogic,
- la boîte automatique à contrôle électronique Speedgear.
- le nouveau moteur diesel 1,9 MJTD à double turbo développant 180 et 190 ch, qui équipe les Saab 9-3, Lancia Delta et Cadillac BLS,
- le nouveau moteur diesel 1,6 MJTD de 105 ch avec turbo fixe et 120 ch avec turbo à géométrie variable qui équipe la Fiat Bravo II et la Fiat Grande Punto.
- le système d'admission pour moteurs à essence : Multiair,
- le nouveau moteur TwinAir SGE essence bicylindre de 900 cm3 développant 110 ch qui équipe une version de la  Fiat 500 (2007).
- les moteurs Cursor 6 cylindres de 8 à 13 litres Common Rail avec turbo à géométrie variable, qui permettent l'utilisation du frein à décompression ITB (Iveco Turbo Brake)